# فابیو سیلوا (بازیکن فوتبال)
فابیو سیلوا (انگلیسی: Fábio Silva؛ زادهٔ ۱۹ ژوئیهٔ ۲۰۰۲) بازیکن فوتبال اهل پرتغال است که اکنون برای باشگاه وولورهمپون در لیگ برتر انگلستان بازی می‌کند.
از باشگاه‌هایی که در آن بازی کرده‌است می‌توان به باشگاه فوتبال پورتو اشاره کرد. وی همچنین در تیم ملی فوتبال زیر ۱۷ سال پرتغال بازی کرده‌است. 
سیلوا با ۱۷ سال و ۲ ماه و ۲۲ روز سن رکورد جوان‌ترین بازیکن تاریخ باشگاه پورتو را به نام خود ثبت کرد. در همان فصل موفق شد عنوان جوان‌ترین بازیکن برنده لیگ برتر کشور پرتغال را نیز کسب کند.
او در سپتامبر ۲۰۲۰ با قراردادی به مبلغ ۳۵ میلیون پوند به باشگاه وولورهمپون واندررز انگلستان پیوست.